# East Egerton
Der East Egerton ist ein markanter und 2815 m (nach neuseeländischen Angaben 2838 m) hoher Berg in der antarktischen Ross Dependency. In den Churchill Mountains ragt er 3 km östlich des Mount Egerton auf.
Teilnehmer einer von 1960 bis 1961 durchgeführten Kampagne im Rahmen der New Zealand Geological Survey Antarctic Expedition benannten ihn in Anlehnung an die Benennung des Mount Egerton und wegen seiner relativen Position zu diesem Berg. Dessen Namensgeber ist der Marineoffizier George Le Clerc Egerton (1852–1940), ein Teilnehmer der Britischen Arktis-Expedition (1875–1876) unter George Nares.